# Худобін Антон Валерійович
Антон Валерійович Худобін (рос. Антон Валерьевич Худобин; 7 травня 1986, м. Усть-Каменогорськ, СРСР) — російський хокеїст, воротар. Виступає за «Анагайм Дакс» у Національній хокейній лізі (НХЛ).
Вихованець хокейної школи «Торпедо» (Усть-Каменогорськ). Виступав за «Металург» (Магнітогорськ), «Саскатун Блейдс(ЗХЛ), «Х'юстон Аерос» (АХЛ), «Техас Вайлдкеттерс» (ECHL), «Флорида Еверблейдс» (ECHL), «Провіденс Брюїнс» (АХЛ), «Бостон Брюїнс», «Атлант» (Митищі) (локаут), «Кароліна Гаррікейнс», «Шарлотт Чеккерс» (АХЛ).
В чемпіонатах НХЛ — 91 матч, у турнірах Кубка Стенлі — 17 матчів.
У складі національної збірної Росії учасник чемпіонатів світу 2014 і 2015 (1 матч). У складі молодіжної збірної Росії учасник чемпіонатів світу 2005 і 2006. У складі юніорської збірної Росії учасник чемпіонату світу 2004.
Досягнення
- Чемпіон світу (2014), срібний призер (2015)
- Чемпіон Росії (2007)
- Срібний призер молодіжного чемпіонату світу (2005, 2006)
- Переможець юніорського чемпіонату світу (2004)